# Wang Anshi
Wang Anshi (王安石, 1021-1086) fue un estadista chino que ocupó el cargo de vice primer ministro del emperador Song Shenzong en febrero de 1069. Fue, además, escritor de prosa y poesía.

## Biografía
Fue un reformador en casi todos los ámbitos, muy preocupado por aligerar las pesadas cargas del campesinado, y que estableció la implantación de instituciones de socorro popular, hospitales, dispensarios, cementerios públicos, basándose en el modelo de fundaciones caritativas creadas por los monasterios budistas de los siglos VI y VII. Sus reformas no tuvieron gran continuidad, al chocar con los privilegios adquiridos. Por otro lado, fue un acérrimo opositor del sistema de examen imperial.
Durante su permanencia en la administración local, Wang adquirió una gran comprensión de las dificultades experimentadas por los funcionarios locales y la gente común. En 1058, envió una carta de diez mil caracteres al emperador Renzong de Song, en la que sugería reformas en la administración para resolver problemas financieros y organizativos. En la carta, culpaba de la caída de las dinastías anteriores a la negativa de sus emperadores a desviarse de los patrones tradicionales de gobierno. Su carta fue ignorada durante diez años hasta que el emperador Shenzong de Song sucedió en el trono al anterior. El nuevo emperador se enfrentó a una disminución de los impuestos y a una carga fiscal cada vez más pesada para los plebeyos debido al desarrollo de las grandes propiedades, cuyos propietarios lograron evadir el pago de su parte de los impuestos. Esto lo llevó a buscar el consejo de Wang que primero fue nombrado viceconsejero (can zhizheng shi), y un año después fue nombrado canciller ('zaixiang).
Los primeros intelectuales socialista chinos de principios siglo XX lo consideraron, junto con Wang Mang, el padre del socialismo chino.

## Nuevas políticas

### Objetivo
Los principales objetivos de las nuevas políticas de Wang Anshi (xinfa) eran recortar el gasto público y fortalecer el ejército en el norte. Para hacer esto, Wang abogó por políticas destinadas a aliviar al campesinado de la angustia y evitar la consolidación de los grandes latifundios que privarían a los pequeños campesinos de su sustento. Según Wang, "la buena organización de las finanzas era el deber del gobierno, y la organización de las finanzas no era otra cosa que cumplir con los deberes públicos",  y "El estado debería asumir toda la gestión del comercio, la industria y la agricultura en sus propias manos, con el fin de socorrer a las clases trabajadoras y evitar que los ricos las reduzcan al polvo".
   "Sobre todo, Wang se veía a sí mismo como el defensor de las granjas familiares y de los pequeños comerciantes contra los rapaces terratenientes rentistas y las grandes casas de comerciantes, a quienes tachaba de "acaparadores". Wang temía que el intercambio de mercado desenfrenado creara desequilibrios en la distribución de la riqueza y fuera vulnerable a la manipulación de los cárteles de comerciantes. Para evitar tales desigualdades, abogó por la intervención estatal en el comercio y el préstamo de dinero. Wang creó nuevas agencias estatales para administrar el comercio mayorista en la capital y proporcionar crédito a las empresas minoristas, convirtió a los corredores privados en agentes gubernamentales, reforzó el control estatal del comercio exterior y extendió el monopolio existente sobre la producción de sal para incluir también gran parte del cultivo de té."

### Implementación
Wang Anshi fue ascendido a viceconsejero en 1069. Introdujo y promulgó una serie de reformas, conocidas colectivamente como Nuevas Políticas. Las reformas tenían tres componentes principales:
1. finanzas y comercio estatales,
2. defensa y orden social,
3. educación y mejoramiento de la gobernabilidad.

### Ley de igualdad de impuestos
La ley de igualdad de impuestos (junshuifa), también conocida como la ley de campo cuadrado (fangtianfa) era un proyecto de registro de tierras destinado a revelar tierras ocultas (tierras libres de impuestos). Los campos se dividieron en cuadrados de 1000 pasos de longitud en cada lado. Las esquinas de los campos estaban marcados por montones de tierra o árboles. En otoño, se envió a un funcionario para supervisar el levantamiento topográfico de la tierra y colocar la calidad del suelo en una de cinco categorías. Esta información se escribió en un libro mayor declarado legalmente vinculante para los propósitos de compra y venta, y el valor fiscal se evaluó adecuadamente. La ley fue muy impopular entre los propietarios de tierras, quienes se quejaron de que restringía su libertad de distribución y otros propósitos (evitación de impuestos). Aunque el sistema del campo cuadrado solo se implementó en la región de Kaifeng, la tierra registrada constituía el 54 por ciento de la tierra cultivable conocida en la dinastía Song. El proyecto se suspendió en 1085. El emperador Huizong de Song (r. 1100-1125) intentó revivirlo, pero la implementación no fue demasiado práctica y se rindió después de 1120.
El sistema de tributación de los productos mineros (kuangshi difen zhi) era un proyecto similar a la ley de igualdad de impuestos, excepto para regular los proyectos mineros.

### Ley de brotes verdes
La ley de brotes verdes (qingmiaofa) era un préstamo a los campesinos. El gobierno prestaba dinero para comprar semillas, o las propias semillas de los graneros estatales, en dos desembolsos a una tasa de interés del 2 por ciento calculada en un promedio de diez años. Los préstamos se hacían en verano e invierno. Los funcionarios locales abusaban del sistema al forzar préstamos a los campesinos o al cobrar más del 2 % de interés.

### Ley de obras hidráulicas
La ley de obras hidráulicas (shuilifa) estaba destinada a mejorar la organización local de las obras de riego. En lugar de utilizar mano de obra obligatoria forzada, se suponía que cada circuito nombraría funcionarios para prestar dinero a las personas para que pudieran contratar trabajadores. El gobierno también alentó a plantar moreras para aumentar la producción de seda.

### Ley de contratación laboral
La ley de contratación laboral (muyifa) tenía como objetivo reemplazar la mano de obra obligatoria como forma de servicio tributario por mano de obra contratada. Cada prefectura calculó los fondos necesarios para los proyectos oficiales por adelantado para que los fondos pudieran distribuirse adecuadamente. El gobierno también pagó una prima del 20 por ciento en años de malas cosechas. Efectivamente, transformó el servicio laboral al gobierno en un pago monetario, aumentando los ingresos fiscales. Sin embargo, las personas que anteriormente estaban exentas del trabajo obligatorio se vieron obligadas a pagar impuestos por el trabajo en proyectos oficiales y, por lo tanto, protestaron contra la nueva ley. Aunque oficialmente abolida en 1086, el nuevo sistema de contratación de mano de obra existió en la práctica hasta el final de la dinastía Song del Norte en 1127.

### Ley de entrega equilibrada
La ley de entrega equilibrada (junshufa) estaba destinada a frenar los precios de los productos adquiridos por el gobierno y controlar los gastos de la administración local. Para hacer esto, las instituciones financieras en el sureste de China se hicieron responsables de las compras gubernamentales y su transporte. La tesorería central proporcionó fondos para la compra de bienes de bajo costo dondequiera que estuvieran disponibles, su almacenamiento y el transporte a áreas donde eran costosos. Los críticos afirmaron que Wang estaba librando una guerra de precios con los comerciantes.

### Ley de intercambio de mercado
La ley de intercambio de mercado (shiyifa), también llamada ley de evitación de gremios (mianshangfa), apuntaba a las grandes empresas comerciales y los monopolios. Se estableció una oficina de cambio de mercado metropolitano en Kaifeng y 21 oficinas de cambio de mercado en otras ciudades. Estaban encabezadas por supervisores y gerentes de oficina que trataban con los comerciantes, gremios de comerciantes y casas de bolsa. Estas instituciones fijaron precios no solo para los comerciantes residentes sino también para los comerciantes itinerantes. El gobierno compró los excedentes de productos y los almacenó para su posterior venta a un precio más bajo, lo que interrumpió la manipulación de precios por parte de los monopolios comerciales. A los gremios de comerciantes que cooperaban con la oficina de cambio del mercado se les permitía vender productos al gobierno y comprar productos de los almacenes del gobierno utilizando dinero o crédito a una tasa de interés del 10 % durante seis meses. Las pequeñas o medianas empresas y los grupos de cinco comerciantes podrían proporcionar garantía con sus activos para el crédito. Después de 1085, la oficina de cambio y las oficinas del mercado se convirtieron en instituciones con fines de lucro, y compraron bienes baratos y se vendieron a precios más altos. El sistema permaneció así hasta el final de la dinastía Song del Norte en 1127.

### Ley de defensa de la aldea
El sistema de baojia, también conocido como ley de defensa de la aldea o ley de grupo de seguridad, era un proyecto para mejorar la seguridad local y relevar al gobierno local de las tareas administrativas. Ordenó que se organizaran grupos de seguridad de diez, cincuenta y quinientos hombres. Cada uno estaría dirigido por un jefe. Inicialmente, cada hogar con más de dos hombres adultos tenía que proporcionar un guardia de seguridad, pero esta expectativa poco realista se redujo a uno de cada cinco hogares más adelante. Los grupos de seguridad ejercían poderes policiales, organizaban guardias nocturnas y se capacitaban en artes marciales cuando no se requería trabajo agrícola. Básicamente se trataba de una milicia local cuyo principal efecto era una disminución de los gastos gubernamentales, ya que la población local era responsable de su propia protección.

### Ley general y de tropas
La ley general y de tropas (jiangbingfa), también conocida como la ley de creación de comandos (zhijiangfa) tenía como objetivo mejorar la relación entre los altos funcionarios y las tropas comunes. El ejército se dividió en unidades de mando de 2.500 a 3.000 hombres que incorporaron una fuerza mixta de infantería, caballería, arqueros y tropas tribales, en lugar de pertenecer cada una a su propia unidad individual. Esto no incluía al ejército metropolitano y palaciego. El sistema continuó hasta el final de la dinastía Song.

### Tres leyes universitarias
La ley de los tres colegios (sanshefa), también llamada sistema de los Tres Pasillos, regulaba la educación de los futuros funcionarios en la Taixue (Universidad Nacional). Dividió la Taixue en tres colegios. Los estudiantes asistían primero al Colegio Exterior, luego al Colegio Interior y finalmente al Colegio Superior. Uno de los objetivos de las tres universidades era proporcionar una educación más equilibrada para los estudiantes y restar importancia al aprendizaje confuciano. A los estudiantes se les enseñó solo en uno de los clásicos confucianos, dependiendo de la universidad, así como aritmética y medicina. Los estudiantes del Colegio Exterior que aprobaban un examen público e institucional podían ingresar en el Colegio Interior donde había dos exámenes durante un período de dos años en los que se calificaba a los estudiantes. Aquellos que lograban la calificación superior en ambos exámenes eran nombrados directamente para un cargo igual al de un graduado de examen metropolitano. Aquellos que obtenían una calificación excelente en un examen, pero un poco peor en el otro, aún podrían ser considerados para la promoción, y tener una buena calificación en un examen pero mediocre en otro aún otorgaba un mérito igual al de un graduado de examen provincial.
En 1104, los exámenes de las prefecturas fueron abolidos en favor del sistema de tres colegios, que requería que cada prefectura enviara una cuota anual de estudiantes a la Taixue. Esto generó críticas de algunos funcionarios que afirmaron que el nuevo sistema beneficiaba a los ricos y jóvenes, y era menos justo porque los familiares de los funcionarios podían inscribirse sin ser examinados por sus habilidades. En 1121, se abolió el sistema local de tres universidades, pero se mantuvo a nivel nacional.